# جون بوسيما
جون بوسيما (بالإنجليزية: John Buscema)‏ (الولادة 1927 - الوفاة 2002) كان فنان قصص مصورة أمريكي. كان أحد الدعامات الرئيسية لمارفل كومكس خلال فترة الستينات والسبعينات. أخوه الأصغر سال بوسيما أيضا فنان قصص مصورة. معروف بعمله على سلسلة المنتقمون.

## وصلات خارجية
- جون بوسيما على موقع IMDb (الإنجليزية)
- جون بوسيما على موقع قاعدة بيانات الفيلم (الإنجليزية)